# ویا گرو (ایلینوی)
ویا گرو، ایلینوی (به انگلیسی: Villa Grove, Illinois) یک شهر در ایالات متحده آمریکا با جمعیت ۲٬۵۳۷ نفر است که در ایلی‌نوی واقع شده‌است.

## موقعیت جغرافیایی
موقعیت جغرافیایی شهرها و مناطق اطراف به شرح زیر است: